# Валерянув (Мазовецьке воєводство)
Валерянув (пол. Walerianów) — село в Польщі, у гміні Одживул Пшисуського повіту Мазовецького воєводства.
Населення — 7 осіб (2021).
У 1975-1998 роках село належало до Радомського воєводства.

## Демографія
Демографічна структура станом на 31 березня 2011 року:
|          | Загалом | Допрацездатний вік | Працездатний вік | Постпрацездатний вік |
| -------- | ------- | ------------------ | ---------------- | -------------------- |
| Чоловіки | 7       | 0                  | 6                | 1                    |
| Жінки    | 5       | 0                  | 2                | 3                    |
| Разом    | 12      | 0                  | 8                | 4                    |